# Tyranny of Therapy
Tyranny of Therapy – pierwszy album studyjny polskiej grupy muzycznej Division by Zero.

## Lista utworów
1. "Evening" - 01:39
2. "True Peak" - 08:17
3. "Your Salvation" - 05:08
4. "Incinerated Wishes" - 08:26
5. "Night" - 01:12
6. "Deadline Meeting" - 06:40
7. "Self Control" - 07:45
8. "Morning" - 00:59

## Skład
- Sławek Wierny - wokal
- Mariusz Pretkiewicz - perkusja
- Michał Wieczorek - bas
- Leszek Trela - gitara
- Robert Gajgier - klawisze